# Tmesisternus froggatti
Tmesisternus froggatti är en skalbaggsart som beskrevs av Macleay 1886. Tmesisternus froggatti ingår i släktet Tmesisternus och familjen långhorningar. Inga underarter finns listade i Catalogue of Life.